# Cybantyx
Cybantyx – rodzaj stawonogów z wymarłej gromady trylobitów, z rzędu Corynexochida.
Żył w okresie syluru (wenlok).